# Drago Paripović
Drago Paripović (5 novembre 1959) è un maratoneta croato, fino al 1991 jugoslavo, detentore del primato nazionale di specialità, stabilito il 29 marzo 1992 a Bologna con il tempo di 2h17'05".

## Altre competizioni internazionali
1989
- 5º alla Maratona di Treviso ( Treviso) - 2h29'06"

1990
- Bronzo alla Maratona di Primavera ( Merano) - 2h19'55"
- 11º alla Roma-Ostia ( Roma) - 1h04'30"
- Bronzo alla Mezza maratona di Acquanegra sul Chiese ( Acquanegra sul Chiese) - 1h04'19"

1992
- Oro alla Maratona di Bologna ( Bologna) - 2h17'05"
- Oro alla Mezza maratona dei laghi ( Bellaria-Igea Marina) - 1h04'34"
- Argento alla Mezza maratona di Porto Recanati ( Porto Recanati) - 1h06'08"

1993
- 8º alla Maratona di Torino ( Torino) - 2h17'18"
- 4º alla Maratona di Vigarano Mainarda ( Vigarano Mainarda) - 2h19'12"
- Oro alla Maratona di Zagabria ( Zagabria) - 2h22'09"

1994
- Oro alla Montée Internationale du Poupet ( Salins-les-Bains), 17,5 km - 58'35"

1995
- 4º alla Mezza maratona Valle dei Laghi ( Pietramurata) - 1h05'22"

1996
- 16º alla Maratona di Vienna ( Vienna) - 2h25'08"
- Oro alla Maratona di Zagabria ( Zagabria) - 2h24'25"
- Argento alla Mezza maratona di Natale ( Firenze) - 1h09'40"
- Oro alla Mezza maratona di Trieste ( Trieste) - 1h05'29"

1997
- 16º alla Maratona di Vienna ( Vienna) - 2h24'34"
- Oro alla Maratona di Vinkovci ( Vinkovci) - 2h31'34"
- Oro alla Mezza maratona di Varazdin ( Varaždin) - 1h05'17"
- 6º alla Mezza maratona di Trieste ( Trieste) - 1h06'31"

1998
- Argento alla Maratona di Lipik ( Lipik) - 2h33'36"
- Oro alla Mezza maratona di Varazdin ( Varaždin) - 1h05'21"

1999
- Bronzo alla Maratona di Ugljan ( Ugliano) - 2h38'33"
- Oro alla Zagreb Half Marathon ( Zagabria) - 1h09'36"
- Oro alla Mezza maratona di Varazdin ( Varaždin) - 1h08'18"

2000
- Oro alla Maratona di Zagabria ( Zagabria) - 2h25'01"
- Oro alla Mezza maratona di Varazdin ( Varaždin) - 1h07'02"
- Oro alla Bjelovar Half Marathon ( Bjelovar) - 1h09'35"

2001
- 4º alla Mezza maratona di Firenze ( Firenze) - 1h06'34"
- Oro alla Zagreb Half Marathon ( Zagabria) - 1h08'30"
- Oro alla Mezza maratona di Varazdin ( Varaždin) - 1h07'50"
- Argento alla Bjelovar Half Marathon ( Bjelovar) - 1h06'06"

2002
- 11º alla Maratona di Zagabria ( Zagabria) - 2h36'23"
- Bronzo alla Mezza maratona di Varazdin ( Varaždin) - 1h07'49"
- 4º alla Mezza maratona di Rijeka ( Fiume) - 1h09'39"

2003
- Argento alla Mezza maratona di Varazdin ( Varaždin) - 1h08'55"
- Bronzo alla Mezza maratona di Rijeka ( Fiume) - 1h06'25"

2004
- 8º alla Mezza maratona di Varazdin ( Varaždin) - 1h08'50"
- Argento alla Mezza maratona di Rijeka ( Fiume) - 1h09'43"

2005
- 4º alla Zagreb Half Marathon ( Zagabria) - 1h09'02"

2007
- Bronzo alla Zagreb Half Marathon ( Zagabria) - 1h09'23"

2009
- 7º alla Varazdin Half Marathon ( Varaždin) - 1h12'29"

2010
- 5º alla Zagreb Half Marathon ( Zagabria) - 1h10'27"
- Argento alla Osijek Half Marathon ( Osijek) - 1h12'39"
- 8º alla Mezza maratona di Rijeka ( Fiume) - 1h12'52"

2011
- 7º alla Maratona di Zagabria ( Zagabria) - 2h38'09"

2012
- 4º alla Maratona di Zagabria ( Zagabria) - 2h36'48"
- 8º alla Maratona di Plitvicki ( Plitvicki) - 2h46'49"
- Bronzo alla Osijek Half Marathon ( Osijek) - 1h13'39"
- 8º alla Varazdin Half Marathon ( Varaždin) - 1h12'04"
- 6º alla Mezza maratona di Rijeka ( Fiume) - 1h12'16"

2014
- 12º alla Maratona di Zagabria ( Zagabria) - 2h39'32"
- 6º alla Maratona di Plitvicki ( Plitvicki) - 2h43'28"
- 9º Mezza maratona di Rijeka ( Fiume) - 1h12'00"
- 4º alla Mezza maratona di Osijek ( Osijek) - 1h12'47"
- 6º alla Vidovdan 10 km ( Brčko) - 33'51"

2015
- 12º alla Maratona di Zagabria ( Zagabria) - 2h41'06"
- 4º alla Virski Marathon ( Zara) - 2h42'56"
- 14º alla Maratona di Plitvicki ( Plitvicki) - 3h04'46"
- Bronzo alla Sarajevo Half Marathon ( Sarajevo) - 1h13'49"
- 7º alla Mezza maratona di Osijek ( Osijek) - 1h14'58"
- 7º alla Vidovdan 10 km ( Brčko) - 34'19"

2016
- 5º alla Mezza maratona di Rijeka ( Fiume) - 1h17'00"
- Argento alla Mezza maratona di Osijek ( Osijek) - 1h15'39"

2017
- Argento alla Dubrovacki Half Marathon ( Ragusa) - 1h17'51"
- 5º alla Mezza maratona di Osijek ( Osijek) - 1h16'12"